# Charlotte Köhler Stipendium
Het Charlotte Köhler Stipendium is een toelage die het Fonds Charlotte Köhler, ontstaan uit de in 1987 opgerichte Stichting Charlotte Köhler die in 2018 met de Dr. Elly Jaffé Stichting fuseerde tot Stichting Auteursprijzen, jaarlijks toekent aan een beginnend auteur.
De toelage, betaald uit de nalatenschap van de actrice Charlotte Köhler, werd in 1987 ingesteld en in 1988 voor het eerst toegekend. Hiernaast bestaat ook de Charlotte Köhler-prijs voor het beste werk in de afgelopen drie jaar in proza, poëzie of toneel.

## Gelauwerden
- 1988 - Rogi Wieg voor De Zee heeft geen manieren (Poëzie)
- 1989 - Ted van Lieshout voor zijn kinderboeken en dichtbundels (Kinderboeken)
- 1990 - Stephan Sanders voor brochure over de Rushdieaffaire Gemengde ervaringen, gemengde gevoelens (Essays)
- 1991 - Laurens Spoor voor Brittanicus (Toneelstuk)
- 1992 - Huberte Vriesendorp voor vertalingen van de kinderboeken van Roald Dahl (Vertaling)
- 1993 - Marie Kessels voor Een sierlijke duik (Proza)
- 1994 - Karim Traïdia voor Lijdensweg (Film- of tv-scenario)
- 1995 - Kader Abdolah voor De meisjes en de partizanen (Allochtone literatuur)
- 1996 - Ilse Starkenburg voor Verdwaald ontwaken en Afspraak met een eiland  (Poëzie)
- 1997 - Arno Bohlmeijer voor zijn oeuvre (Jeugdliteratuur)
- 1998 - Arnon Grunberg voor De troost van de slapstick (Essays)
- 1999 - Nausicaa Marbe voor Mândraga (Proza)
- 2000 - Maarten Elzinga voor poëzievertalingen van Les Murray (De slabonenpreek) en Maurice de Guérin (De bacchanten) (Vertaling)
- 2001 - Esther Gerritsen voor toneelstukken Gras, ½ Overkill, Huisvrouw en bewerkingen Bad Angel en Verschrikkelijke Boom (Toneel)
- 2002 - Yvonne Jagtenberg voor Een bijzondere dag en Mijn konijn (Illustraties)
- 2003 - Ton Rozeman voor Intiemer dan Seks (Proza)
- 2004 - Bart Meuleman voor hulp (Poëzie)
- 2005 - Anouk Saleming voor haar jeugdtheater (Toneel)
- 2006 - Trijne Vermunt voor vertaalwerk, met name van De Afrikaanse kust (Rodrigo Rey Rosa) (Vertaling)
- 2007 - Marco Kunst voor Gewist (Jeugdliteratuur)
- 2008 - Robbert Welagen voor Lipari & Philippes middagen (Proza)
- 2009 - Arnoud van Adrichem voor Vis (Poëzie)
- 2010 - Rik van den Bos voor Berm, Fietsen en Wij zijn grijs gebied (Toneel)
- 2011 - Arieke Kroes voor vertaalwerk, met name Afscheid van Barcelona (Antonio Soler) (Vertalingen)
- 2012 - Derk Visser voor Patchouli, Patatje Oorlog, Landjepik, Prikkeldraad  (Jeugdliteratuur)
- 2013 - Joost de Vries voor Clausewitz en De republiek (Proza)
- 2014 - Mischa Andriessen voor zijn oeuvre en in het bijzonder voor de bundel Huisverraad (Poëzie)
- 2015 - Michael Bijnens voor zijn theaterteksten, waaronder Onzichtbare Man en Valley of Saints (Toneel)
- 2016 - Jan Sietsma voor de vertaling van Athenaeum: fragmenten, essays en kritieken van de Duitse dichter en denker Friedrich Schlegel (Vertalingen)
- 2017 - Enne Koens voor haar ‘jonge, maar toch al zeer veelzijdige proza-oeuvre‘ (Jeugdliteratuur)
- 2018 - Nina Polak voor haar romans Gebrek is een groot woord en We zullen niet te pletter slaan (Proza)
- 2019 - Simone Atangana Bekono voor haar bundel Hoe de eerste vonken zichtbaar waren (Poëzie)
- 2020 - Eva Jansen Manenschijn voor haar theaterteksten 'Niemandsland' en 'Dubbelgangers' (Toneel)
- 2021 - Lisa Thunnissen voor haar oeuvre en in het bijzonder haar vertalingen van het werk van Zuid-Amerikaanse auteurs als Eduarde Halfon, Aura Xilonen en Raúl Zurita. (Vertalingen)
- 2022 - Annejan Mieras voor Portiek Zeezicht en Homme en het noodgeval (Jeugdliteratuur)
- 2023 - Roos van Rijswijk voor  De dwaler (verhalen)
- 2024 - Asha Karami voor Godface (poëzie)